# Gillian Chung
Gillian Chung Yan-tung (Chung Dik-san 21 de Janeiro de 1981) é uma atriz, cantora e modelo chinesa. Ela é integrante do grupo de cantopop Twins. 

## Vida pessoal
Gillian nasceu em Hong Kong como Chung Dik-saan (chinês tradicional: 鍾狄珊, chinês simplificado: 钟狄珊, pinyin: Zhōng Díshān). Este mais tarde foi mudado, pois acreditava que o nome Dik (狄) era muito forte. Quando ela fez 2 anos de idade, sua família renomeou o seu nome para Chung Ka-lai (chinês tradicional: 鍾嘉勵, chinês simplificado: 钟嘉励, pinyin: Zhōng Jiālì). Seu pai morreu quando ela tinha apenas 1 ano de idade. Ela inicialmente cresceu com apenas um parente até que a sua mãe cassou-se novamente, quando ela estava no Liceu, e ela recebeu o sobrenome Chung. Gillian graduou-se no Kowloon True Light Middle School e brevemente atendeu o William Angliss Institute of TAFE em Melbourne, Austrália. Deram-lhe o nome em inglês "Gillian" quando estava no liceu.

## Carreira
Em 2000, Chung foi contratada por uma das agências de modelos, onde trabalhou a par do tempo quando estava em Hong Kong. Foi lhe oferecida a oportunidade do trabalho pela Emperor Entertainment Group (EEG), que ela aceitou no mesmo ano. Ela foi uma artista contratada em treinamento antes de fazer sua estreia. Ela foi informada pelo seu agente Mani Fok (霍汶希) para adotar o seu nome de estágio "Chung Yan-tung". O nome foi como suposto de melhorar suas habilidades em negócios. Em 18 de Maio de 2001, a administração da empresa considerou a criação de uma dupla de cantoras, Twins, com Charlene Choi. Chung e Choi lançaram seu primeiro álbum três meses depois.

### Carreira solo
Chung fez a sua estreia solo com o filme U Man (2002), depois disso ela melhorou suas habilidades na atuação em um grande número de filmes, tais como Beyond Our Ken, qual aclamou críticas positivas e a nomeação para "Melhor Atriz" no Prêmio Gam Zhi Ging.
Em Beyond Our Ken, Gillian interpretou Chan Wai-ching, namorada do hipônimo Ken. O filme teve sua estreia mundial em Tokyo International Film Festival e ganhou HK$3,886,355 de bilheteria. Em Janeiro de 2006, o filme 49 Days o qual Gillian participou, excedeu HK$10 milhões (US$1.28 milhões).

### Álbum de estreia da carreira solo
Em 27 de Março de 2010, Chung lançou seu álbum de estreia da carreira solo, Twins faz parte do quarto álbum de compilação  Everyone Bounce (人人彈起). O EP inclue seis singles, incluindo o seu single de estreia a solo "More Hearts" (心多), este foi lançado um ano previamente antes do álbum.

## Discografia
| Ano  | Título               | Notas             |
| ---- | -------------------- | ----------------- |
| 2010 | Everyone Bounce      | EP em Cantonês    |
| 2010 | Move On...           | EP em Cantonês    |
| 2013 | Vernicia Flower      | Álbum em Mandarim |
| 2014 | Wholly Love <完整愛> | Álbum em Mandarim |

## Filmografia

### Filmes
| Ano  | Titulo em Inglês               | Título Original      | Papel                         | Notas                                                  |
| ---- | ------------------------------ | -------------------- | ----------------------------- | ------------------------------------------------------ |
| 2002 | U Man                          | 怪獸學園             | Candy Tong So-sum / Piggy     |                                                        |
| 2002 | Summer Breeze of Love          | 這個夏天有異性       | Kammy Chung Lai-san           |                                                        |
| 2002 | If U Care..                    | 賤精先生             | Gillian / Kiu                 |                                                        |
| 2002 | Just One Look                  | 一碌蔗               | Decimator / Ghost girl        |                                                        |
| 2003 | Happy Go Lucky                 | 低一點的天空         | Snow White / Snowie           |                                                        |
| 2003 | Colour of the Truth            | 黑白森林             | Katie Wong                    |                                                        |
| 2003 | The Twins Effect               | 千機變               | Gypsy                         |                                                        |
| 2003 | The Spy Dad                    | 絕種鐵金剛           | Cream                         |                                                        |
| 2003 | The Death Curse                | 古宅心慌慌           | Linda Ting                    |                                                        |
| 2004 | Fantasia                       | 鬼馬狂想曲           | Chopstick Sister              |                                                        |
| 2004 | Protege de la Rose Noire       | 見習黑玫瑰           | Gillian Lu                    |                                                        |
| 2004 | Love on the Rocks              | 戀情告急             | Mandy                         |                                                        |
| 2004 | Moving Targets                 | 新紮師兄2004         | Wing                          |                                                        |
| 2004 | The Twins Effect II            | 千機變II之花都大戰   | Blue Bird                     |                                                        |
| 2004 | Beyond Our Ken                 | 公主復仇記           | Chan Wai-ching                |                                                        |
| 2004 | 6 AM                           | 大無謂               | Herself                       |                                                        |
| 2005 | House of Fury                  | 精武家庭             | Natalie Yue                   |                                                        |
| 2005 | Bug Me Not!                    | 蟲不知               | Auntie                        |                                                        |
| 2006 | 49 Days                        | 犀照                 | Lam Siu-chin                  |                                                        |
| 2007 | Twins Mission                  | 雙子神偷             | Pearl                         | Alternate title Let's Steal Together                   |
| 2007 | Naraka 19                      | 地獄第19層           | Rain                          |                                                        |
| 2007 | Trivial Matters                | 破事兒               | Cheng Sze-wai                 |                                                        |
| 2008 | Forever Enthralled             | 梅蘭芳               | Fu Zhifang                    | Cut from the film due to the Edison Chen photo scandal |
| 2008 | W.                             | 小布希傳             | Belly dancer                  | Cut from the film due to the Edison Chen photo scandal |
| 2010 | Just Another Pandora's Box     | 越光寶盒             | Sun Shangxiang                |                                                        |
| 2010 | Ex                             | 前度                 | Yee                           |                                                        |
| 2010 | The Fantastic Water Babes      | 出水芙蓉             | Gillian Law Kiu               |                                                        |
| 2010 | Super Player                   | 大玩家               | Beauty                        |                                                        |
| 2011 | Nightmare                      | 午夜凶夢             | Angela                        |                                                        |
| 2013 | Love Retake                    | 愛情不NG             | Nina Su                       |                                                        |
| 2013 | Ip Man: The Final Fight        | 葉問：終極一戰       | Chan Sei-mui                  |                                                        |
| 2013 | The Midas Touch                | 超級經理人           | Chinese-Korean police officer | Cameo                                                  |
| 2013 | The Fox Lover                  | 白狐                 | Xiao Cui                      | Alternate title Bai Hu                                 |
| 2014 | Who is Undercover              | 王牌                 | Su Jie                        |                                                        |
| 2015 | The Spirit of the Swords       | 情劍                 | Zhu Er                        |                                                        |
| 2016 | I Love That Crazy Little Thing | 那件瘋狂的小事叫愛情 | Princess Loulan               | Cameo                                                  |
| 2016 | A Chinese Odyssey Part Three   | 大話西遊3            | Spring Thirteen Mother        |                                                        |
| 2016 | The Wasted Times               | 羅曼蒂克消亡史       | Xiao Wu                       |                                                        |
| 2017 | Soccer Killer                  | 仙球大戰             | Princess Changping            |                                                        |
| 2017 | 77 Heartbreaks                 | 原諒他77次           | Heartbeat                     | Cameo                                                  |
| 2017 | The House That Never Dies II   | 京城81號2            | Ji Jincui                     |                                                        |

### Televisão
| Ano  | Título em Inglês                     | Título original    | Papel                                     | Emissora   | Notas                            |
| ---- | ------------------------------------ | ------------------ | ----------------------------------------- | ---------- | -------------------------------- |
| 2001 | The Monkey King: Quest for the Sutra | 齊天大聖孫悟空     | Purple Rose                               | TVB        |                                  |
| 2003 | All About Boy'z                      | 一起喝采           | Tina                                      | now.com.hk | Appearance in episodes 5, 9 & 10 |
| 2003 | Triumph in the Skies                 | 衝上雲霄           | Gillian                                   | TVB        | Appearance in episode 6          |
| 2003 |                                      | 2半3更之困車立     | Kiu                                       | now.com.hk |                                  |
| 2004 | Kung Fu Soccer                       | 功夫足球           | Kiu                                       | TVB        | Guest star                       |
| 2004 | Sunshine Heartbeat                   | 赤沙印記@四葉草.2  |                                           |            | Guest star                       |
| 2004 |                                      | 家有寶貝           | Kiu                                       |            |                                  |
| 2004 |                                      | 上海灘之俠醫傳奇   | Female assassin                           |            |                                  |
| 2006 | Fox Volant of the Snowy Mountain     | 雪山飛狐           | Cheng Lingsu                              | ATV        |                                  |
| 2006 | Project A                            | A計劃 / 盜海奇兵   | Mandy                                     | ATV        |                                  |
| 2007 | The Spirit of the Sword              | 浣花洗劍錄         | Zhu'er                                    | ATV        |                                  |
| 2011 | The Holy Pearl                       | 女媧傳說之靈珠     | Baixi Xianyue / Ding Yao                  |            |                                  |
| 2011 | Da Tang Nü Xun An                    | 大唐女巡按         | Xie Yaohuan                               |            |                                  |
| 2012 | The Happy Marshal                    | 春光灿烂之欢乐元帅 | Tian Mao Nu / Xian Zi (Fairy) / Qiao Miao |            |                                  |
| 2013 | Wheel of Fortune                     | 財神有道           | Eighth Princess                           | CCTV       |                                  |
| 2014 | Swords of Legends                    | 古劍奇譚           | Princess Xunfang                          | HunanTV    |                                  |
| 2015 | Extremely Urgent                     | 迫在眉睫           | Grace Chen Mo                             | CCTV       |                                  |